# Deportivo Alavés 2024-2025
Questa voce raccoglie le informazioni riguardanti il Deportivo Alavés nelle competizioni ufficiali della stagione 2024-2025.

## Maglie e sponsor
| Casa | Trasferta | Terza divisa |

## Rosa
Aggiornata al 25 gennaio 2025. 
 In corsivo i calciatori ceduti durante la stagione
| N. |                               | Ruolo | Calciatore        |
| -- | ----------------------------- | ----- | ----------------- |
| 1  | Spagna (bandiera)             | P     | Antonio Sivera    |
| 3  | Spagna (bandiera)             | D     | Manu Sánchez      |
| 4  | Serbia (bandiera)             | D     | Aleksandar Sedlar |
| 5  | Marocco (bandiera)            | D     | Abdel Abqar       |
| 6  | Spagna (bandiera)             | C     | Ander Guevara     |
| 7  | Spagna (bandiera)             | A     | Carlos Vicente    |
| 8  | Spagna (bandiera)             | C     | Antonio Blanco    |
| 9  | Spagna (bandiera)             | A     | Asier Villalibre  |
| 10 | Argentina (bandiera)          | C     | Tomás Conechny    |
| 11 | Spagna (bandiera)             | A     | Luis Rioja        |
| 11 | Spagna (bandiera)             | A     | Toni Martínez     |
| 12 | Uruguay (bandiera)            | D     | Santiago Mouriño  |
| 13 | Guinea Equatoriale (bandiera) | P     | Jesús Owono       |
| 14 | Argentina (bandiera)          | D     | Nahuel Tenaglia   |

| N. |                      | Ruolo | Calciatore       |
| -- | -------------------- | ----- | ---------------- |
| 15 | Spagna (bandiera)    | D     | Carlos Martín    |
| 16 | Spagna (bandiera)    | D     | Hugo Novoa       |
| 17 | Spagna (bandiera)    | A     | Kike García      |
| 18 | Spagna (bandiera)    | C     | Jon Guridi       |
| 19 | Spagna (bandiera)    | A     | Stoichkov        |
| 20 | Argentina (bandiera) | A     | Luka Romero      |
| 21 | Algeria (bandiera)   | A     | Abde Rebbach     |
| 22 | Mali (bandiera)      | D     | Moussa Diarra    |
| 23 | Uruguay (bandiera)   | C     | Carlos Benavídez |
| 24 | Spagna (bandiera)    | C     | Joan Jordán      |
| 31 | Spagna (bandiera)    | P     | Adrián Rodríguez |
| 36 | Spagna (bandiera)    | D     | Adrián Pica      |
|    | Spagna (bandiera)    | C     | Carles Aleñá     |

## Calciomercato

### Sessione estiva
| Acquisti         | Acquisti         | Acquisti         | Acquisti         |
| R.               | Nome             | da               | Modalità         |
| Altre operazioni | Altre operazioni | Altre operazioni | Altre operazioni |
| R.               | Nome             | da               | Modalità         |
| ---------------- | ---------------- | ---------------- | ---------------- |

| Cessioni         | Cessioni         | Cessioni         | Cessioni         |
| R.               | Nome             | a                | Modalità         |
| Altre operazioni | Altre operazioni | Altre operazioni | Altre operazioni |
| R.               | Nome             | da               | Modalità         |
| ---------------- | ---------------- | ---------------- | ---------------- |

### Sessione invernale
| Acquisti         | Acquisti         | Acquisti         | Acquisti         |
| R.               | Nome             | da               | Modalità         |
| Altre operazioni | Altre operazioni | Altre operazioni | Altre operazioni |
| R.               | Nome             | da               | Modalità         |
| ---------------- | ---------------- | ---------------- | ---------------- |

| Cessioni         | Cessioni         | Cessioni         | Cessioni         |
| R.               | Nome             | a                | Modalità         |
| Altre operazioni | Altre operazioni | Altre operazioni | Altre operazioni |
| R.               | Nome             | da               | Modalità         |
| ---------------- | ---------------- | ---------------- | ---------------- |

## Risultati

### Primera División
| Arbitro: | Quintero González |

|                             |           |                 |
| Swedberg 66’ Iago Aspas 84’ | Marcatori | 17’ Kike García |

| Vitoria-Gasteiz 25 agosto 2024, ore 19:15 CEST 2ª giornata | Alavés          | 0 – 0 referto | Betis | Mendizorrotza (16 623 spett.)\| Arbitro: \| Busquets Ferrer \| |
| Arbitro:                                                   | Busquets Ferrer |               |       |                                                                |

| Arbitro: | Sánchez Martínez |

|               |           |                                         |
| B. Méndez 32’ | Marcatori | 45+5’ (rig.) Villalibre 77’ T. Martínez |

| Arbitro: | García Verdura |

|                            |           |  |
| Vicente 7’ T. Martínez 78’ | Marcatori |  |

| Arbitro: | Pulido Santana |

|                            |           |                           |
| Puado 21’, 56’, 63’ (rig.) | Marcatori | 35’ Conechny 68’ Tenaglia |

| Arbitro: | Alberola Rojas |

|                           |           |               |
| Vicente 17’ C. Martín 60’ | Marcatori | 83’ Lukebakio |

| Arbitro: | Muñiz Ruiz |

|                                      |           |                        |
| L. Vázquez 1’ Mbappé 40’ Rodrygo 48’ | Marcatori | 85’ Benavídez 86’ Kike |

| Arbitro: | De Mera Escuderos |

|                                |           |  |
| Arambarri 42’ Milla 58’ (rig.) | Marcatori |  |

| Arbitro: | Ortiz Arias |

|  |           |                          |
|  | Marcatori | 7’, 22’, 32’ Lewandowski |

| Arbitro: | Melero López |

|                                  |           |                                 |
| T. Martínez 6’ Kike García 90+7’ | Marcatori | 17’ Sylla 72’ Amallah 76’ Anuar |

| Arbitro: | Cordero Vega |

|                   |           |  |
| Sivera 80’ (aut.) | Marcatori |  |

| Arbitro: | González Fuertes |

|            |           |  |
| Guridi 76’ | Marcatori |  |

| Arbitro: | Quintero González |

|                                             |           |  |
| Akhomach 38’ Parejo 81’ (rig.) Comesaña 90’ | Marcatori |  |

| Arbitro: | García Verdura |

|                                  |           |                  |
| Griezmann 76’ (rig.) Sørloth 86’ | Marcatori | 7’ (rig.) Guridi |

| Arbitro: | De Mera Escuderos |

|             |           |                  |
| Vicente 67’ | Marcatori | 67’ Ó. Rodríguez |

| Arbitro: | Soto Grado |

|                              |           |                     |
| Budimir 54’ Rubén García 61’ | Marcatori | 1’, 68’ Kike García |

| Arbitro: | Sánchez Martínez |

|            |           |                |
| Jordán 67’ | Marcatori | 10’ Unai Gómez |

| Arbitro: | Alberola Rojas |

|                                 |           |                             |
| Rioja 70’ (rig.) D. Gómez 90+8’ | Marcatori | 7’ Martín 88’ (rig.) Jordán |

| Arbitro: | Busquets Ferrer |

|  |           |             |
|  | Marcatori | 90+1’ Solís |

#### Girone di ritorno
| Arbitro: | Hernández Hernández |

|                  |           |                                  |
| J. Rodríguez 28’ | Marcatori | 11’ (rig.), 80’, 84’ Kike García |

| Arbitro: | Hernández Maeso |

|                       |           |              |
| Kike García 6’ (rig.) | Marcatori | 66’ P. Durán |

| Arbitro: | Martínez Munuera |

|                 |           |  |
| Lewandowski 61’ | Marcatori |  |

| Arbitro: | De Mera Escuderos |

|  |           |                      |
|  | Marcatori | 44’ (rig.) Arambarri |

| Arbitro: | González Fuertes |

|                                       |           |                                        |
| Raba 10’ (rig.), 37’ (rig.) Munir 88’ | Marcatori | 25’ Kike García 50’ (rig.), 68’ Jordán |

| Arbitro: | Pulido Santana |

|  |           |            |
|  | Marcatori | 86’ Calero |

| Arbitro: | Soto Grado |

|          |           |                 |
| Asano 9’ | Marcatori | 68’ Kike García |

| Arbitro: | Ortiz Arias |

|                  |           |  |
| Manu Sánchez 11’ | Marcatori |  |

| Arbitro: | Melero López |

|                                      |           |                           |
| Fábio Silva 90’ (rig.) Moleiro 90+5’ | Marcatori | 7’ T. Martínez 63’ Guridi |

| Arbitro: | Munuera Montero |

|  |           |                        |
|  | Marcatori | 2’ Ciss 58’ Pedro Díaz |

| Arbitro: | Muñiz Ruiz |

|  |           |                |
|  | Marcatori | 61’ C. Vicente |

| Arbitro: | Soto Grado |

|  |           |               |
|  | Marcatori | 34’ Camavinga |

| Arbitro: | Ortiz Arias |

|           |           |                   |
| Peque 12’ | Marcatori | 45+2’ Kike García |

| Arbitro: | Busquets Ferrer |

|              |           |  |
| Tenaglia 65’ | Marcatori |  |

| Vitoria-Gasteiz 3 maggio 2025, ore 14:00 CEST 34ª giornata | Alavés           | 0 – 0 referto | Atlético Madrid | Mendizorrotza\| Arbitro: \| Martínez Munuera \| |
| Arbitro:                                                   | Martínez Munuera |               |                 |                                                 |

| Arbitro: | Munuera Montero |

|                         |           |  |
| Manu Sánchez 71’ (aut.) | Marcatori |  |

| Arbitro: | Gil Manzano |

|                   |           |  |
| Jordán 79’ (rig.) | Marcatori |  |

| Arbitro: | De Mera Escuderos |

|  |           |                        |
|  | Marcatori | 18’ (rig.) Kike García |

| Arbitro: | Cuadra Fernández |

|                       |           |                 |
| C. Vicente 56’ (rig.) | Marcatori | 88’ Raúl García |

### Coppa del Re
| Arbitro: | Busquets Ferrer |

|  |           |                  |
|  | Marcatori | 12’ (aut.) Vidal |

| Arbitro: | Martínez Munuera |

|                            |                      |                                   |
| Mas 33’ Baradji 105+2’     | Marcatori            | 60’, 108’ Kike García             |
| Britos R. Sanchís Vera Mas | Tiri di rigore 4 – 2 | Jordán Rebbach Benavídez Conechny |

## Statistiche finali

### Statistiche di squadra
| Competizione | Punti | In casa | In casa | In casa | In casa | In casa | In casa | In trasferta | In trasferta | In trasferta | In trasferta | In trasferta | In trasferta | Totale | Totale | Totale | Totale | Totale | Totale | DR  |
| Competizione | Punti | G       | V       | N       | P       | Gf      | Gs      | G            | V            | N            | P            | Gf           | Gs           | G      | V      | N      | P      | Gf     | Gs     | DR  |
| ------------ | ----- | ------- | ------- | ------- | ------- | ------- | ------- | ------------ | ------------ | ------------ | ------------ | ------------ | ------------ | ------ | ------ | ------ | ------ | ------ | ------ | --- |
| Liga         | 42    | 19      | 6       | 6       | 7       | 14      | 17      | 19           | 4            | 6            | 9            | 24           | 31           | 38     | 10     | 12     | 16     | 38     | 48     | -10 |
| Coppa del Re | -     | -       | -       | -       | -       | -       | -       | 2            | 1            | 1            | 0            | 3            | 2            | 2      | 1      | 1      | 0      | 3      | 2      | +1  |
| Totale       | -     | 19      | 6       | 6       | 7       | 14      | 17      | 21           | 5            | 7            | 9            | 27           | 33           | 39     | 11     | 13     | 16     | 41     | 50     | -9  |

### Andamento in campionato
| Giornata  | 1  | 2  | 3  | 4 | 5 | 6 | 7 | 8  | 9  | 10 | 11 | 12 | 13 | 14 | 15 | 16 | 17 | 18 | 19 | 20 | 21 | 22 | 23 | 24 | 25 | 26 | 27 | 28 | 29 | 30 | 31 | 32 | 33 | 34 | 35 | 36 | 37 | 38 |
| --------- | -- | -- | -- | - | - | - | - | -- | -- | -- | -- | -- | -- | -- | -- | -- | -- | -- | -- | -- | -- | -- | -- | -- | -- | -- | -- | -- | -- | -- | -- | -- | -- | -- | -- | -- | -- | -- |
| Luogo     | T  | C  | T  | C | T | C | T | T  | C  | C  | T  | C  | T  | T  | C  | T  | C  | T  | C  | T  | C  | T  | C  | T  | C  | T  | C  | T  | C  | T  | C  | T  | C  | C  | T  | C  | T  | C  |
| Risultato | P  | N  | V  | V | P | V | P | P  | P  | P  | P  | V  | P  | P  | N  | N  | N  | N  | P  | V  | N  | P  | P  | N  | P  | N  | V  | N  | P  | V  | P  | N  | V  | N  | P  | V  | V  | N  |
| Posizione | 18 | 16 | 10 | 6 | 7 | 6 | 8 | 11 | 13 | 14 | 16 | 14 | 15 | 16 | 16 | 16 | 17 | 16 | 17 | 17 | 17 | 18 | 19 | 19 | 19 | 19 | 18 | 17 | 17 | 17 | 17 | 18 | 17 | 17 | 17 | 17 | 14 |    |

Legenda:

Luogo: C = Casa; T = Trasferta. Risultato: V = Vittoria; N = Pareggio; P = Sconfitta.